# Gustav Reinhard Neuhaus
Gustav Reinhard Neuhaus, Pseudonym Gustav Reinhart (* 24. Dezember 1821 in Barmen; † 12. Januar 1892 in Kleve), war ein deutscher Dichter und Kaufmann.

## Leben
Gemeinsam mit Friedrich Engels besuchte Neuhaus, Sohn eines wohlhabenden Fabrikanten, die Stadtschule in seiner Geburtsstadt. Als Einjährig-Freiwilliger war er 1842 an der Berliner Militärakademie. Reinhart machte eine kaufmännische Ausbildung, war Firmeninhaber und wurde später dann aber Mitarbeiter des Gesellschaftsspiegels. 1846 unterschrieb er das Zirkular von Gustav Adolf Köttgen an das Kommunistische Korrespondenz-Komitee in Brüssel und war 1849 Gründungsmitglied der Gesellschaft California in Barmen. Neuhaus arbeitete auch an dem von Johann Richard Seel herausgegebenen Album aus dem Wupperthale mit.
1862 übergab er seine Firma an Hermann Neuhaus, blieb bis 1875 als Kaufmann in Barmen und zog dann nach Kleve. Reinhard gilt als einer der ersten Lyriker, der soziale Gedichte schrieb, die ab den vierziger Jahren des 19. Jahrhunderts in verschiedenen Zeitschriften erschienen sind. 1847 rief er in einem Gedicht die Arbeiter zur Vereinigung gegen die Herrschenden auf und betätigte sich in der kommunistischen Bewegung.
Von 1835 bis 1849 war er Mitglied der Handelskammer und gehörte dem Dichterkreis Wupperbund an. Neben Engels war er noch mit Friedrich Roeber, Adolf Schults, Emil Rittershaus und Karl Siebel befreundet, welche ebenfalls im Wuppertaler Dichterkreis eingebunden waren.
Neuhaus war verheiratet. Seine Schwester Thusnelda Neuhaus war auch eine Autorin.

## Werke (Auswahl)
- Gedicht An die Arbeiter. In: Album, 1847.
- Diverse Gedichte in Socialistisches Liederbuch. Hermann Püttmann, 1851, S. 21, 24, 161, 163, 166, 170, 174, 177.
- Gedichte. Otto Wigand, Leipzig 1856. Digitalisat, in mehreren Auflagen: 2. Auflage 1875.